# Euploea hamiltoni
Euploea hamiltoni är en fjärilsart som beskrevs av Swinhoe 1893. Euploea hamiltoni ingår i släktet Euploea och familjen praktfjärilar. Inga underarter finns listade i Catalogue of Life.